# لادیسلائو پازمانی
لادیسلائو پازمانی (انگلیسی: Ladislao Pazmany; ۲۵ نوامبر ۱۹۲۳ – ۲۳ اوت ۲۰۰۶) مهندس، و خلبان مجارستانی الاصل اهل ایالات متحده آمریکا، و موسس شرکت هواپیماسازی پازمانی بود.